# Красный Посёлок (Краснодарский край)
Кра́сный Посёлок — хутор в Новопокровском районе Краснодарского края.
Входит в состав Калниболотского сельского поселения.

## География
Хутор расположен на берегу реки Ея.

## Население
| 2002 | 2010 |
| ---- | ---- |
| 96   | ↘94  |